# تئاتر وادزورث

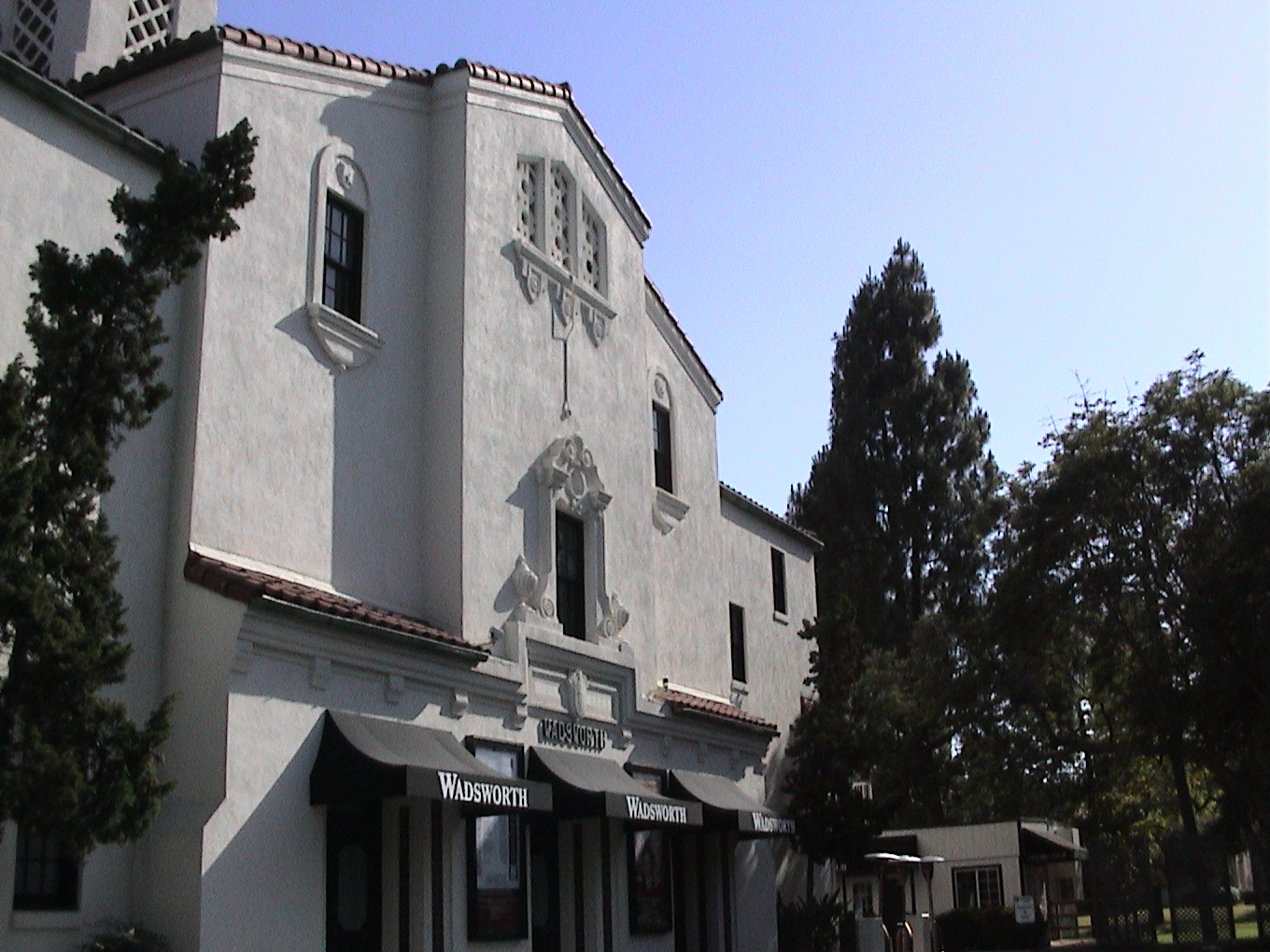
نمای ساختمان تئاتر وادزوُرث

تئاتر وادزورث (انگلیسی: Wadsworth Theatre) یک مکان اجرای نمایش زنده در غرب لس آنجلس در ایالت کالیفرنیا است.
این سالن نمایش در سال ۱۹۳۹ میلادی در سبک احیای دوران مستعمراتی آمریکا توسط اسپانیا ساخته شد و در سال ۲۰۰۲ میلادی موردِ بازسازی کامل قرار گرفت.
امروزه این مکان به‌منظور اجرای نمایش‌های گوناگون برادوی، کنسرت‌های موسیقی، نخستین نمایش فیلم‌های سینمایی و نمایش‌های زنده بکار می‌رود. اهدای جوایز استریمی نیز از آغاز برپایی در سال ۲۰۰۹، در این محل انجام می‌شود.